# Вес (Германия)
Вес (нем. Wees) — община в Германии, в земле Шлезвиг-Гольштейн.
Входит в состав района Шлезвиг-Фленсбург. Подчиняется управлению Лангбаллиг. Население составляет 2295 человек (на 31 декабря 2010 года). Занимает площадь 12,74 км².